# Leskovica pri Šmartnem
Leskovica pri Šmartnem je naselje v Občini Šmartno pri Litiji.